# Augenpulver
Als Augenpulver bezeichnet man in der Typografie eine besonders klein oder eng gesetzte und damit schwer lesbare Schrift. 

## Begriff
Da beim Lesen das Auge nicht Buchstabe für Buchstabe durchgeht, sondern Wort- und Buchstabengruppen erfasst, kann es bei einer zu kleinen oder engen Schrift diese Blöcke nicht mehr korrekt aufnehmen. Die Lesbarkeit einer Schrift wird damit erschwert.
Oft findet sich derartige Schriftsätze in Büchern oder Druckerzeugnissen, die nicht durchgehend gelesen, sondern nur zum Nachschlagen und stichpunktartigem Lesen verwendet werden. Beispiele sind Taschenwörterbücher oder Packungsbeilagen, da hier viel Text auf wenig Raum untergebracht werden muss. Ein derartiger „Augenpulvertext“ ist in diesen Fällen auch eher erträglich als bei den normalen Fließtexten.
Ab wann ein Text als Augenpulver angesehen wird, ist eine zum Teil sehr subjektive Bewertung; die Leserlichkeit eines Textes hängt neben typografischen Faktoren wie Schriftart, -größe und Zeilenabstand auch von persönlichen Gegebenheiten wie der Sehschärfe ab.
Der Begriff wurde schon von Arthur Schopenhauer gebraucht, der sich mit seinem Verleger Brockhaus Auseinandersetzungen über eine zureichende Schriftgröße lieferte. Von ihm stammt auch das folgende Zitat:

„Die Gesundheitspolizei sollte, im Interesse der Augen, darüber wachen, daß die Kleinheit des Drucks ein festgestelltes Minimum habe, welches nicht überschritten werden dürfe.“

Auch E. T. A. Hoffmann gebraucht diesen Begriff schon:

„Denn außerdem daß die Schrift ein wahres Augenpulver zu nennen, so waren auch manche Stellen beinahe ganz verwischt.“

Ebenso verwendete Martin Heidegger diesen seltenen Ausdruck, und zwar während der Vorbereitungen zu seiner Gesamtausgabe gegenüber seinem damaligen Privatassistenten Friedrich-Wilhelm von Herrmann. Einige frühe Vorlesungsmanuskripte Heideggers liegen nämlich in einer äußerst kleinen, nur schwer lesbaren Handschrift vor, worüber von Herrmann bemerkt:

„Nicht zuletzt aber hatte für Heidegger die maschinenschriftliche Mitschrift gegenüber der äußerst kleinen Handschrift den Vorzug einer besseren und schnelleren Lesbarkeit. Mit einem leisen Ton von Selbstironie kennzeichnete er seine oft winzige Handschrift in den frühen Vorlesungen als 'Augenpulver'. Die leicht leserliche Maschinenmitschrift ermöglichte es ihm, sich schnell in seinem Vorlesungstext zu orientieren und vorgetragene Gedankengänge zu vergegenwärtigen.“